# Pasmo 136 kHz
Pasmo 136 kHz (2200 m) – pasmo fal radiowych przydzielone krótkofalowcom w większości krajów. Polskim krótkofalowcom, posiadającym zezwolenie kategorii I udostępnione zostało w roku 2003.

## Charakterystyka
W Polsce stacje w służbie amatorskiej wykorzystujące częstotliwości z zakresu 135,7–137,8 kHz nie mogą przekraczać maksymalnej mocy promieniowanej równej 1 W EIRP emisją A1A. Największym problemem tego pasma jest niska sprawność anten rzędu 0,1–1%, która wymusza stosowanie znacznych mocy nadajnika. Stosuje się głównie wolnoanalizującą telegrafię QRSS. Czas trwania kropki wynosi od 3 sekund (QRSS3) do 240 sekund (QRSS240). Standardowa telegrafia daje dużo słabsze zasięgi w porównaniu do QRSS. Stosuje się również modulacje cyfrowe JT9, WSPR oraz OPERA.
Do pracy stosuje się głównie anteny pionowe „T” lub odwrócone „L”. Anteny mają bardzo małą rezystancję promieniowania, rzędu miliomów, i w porównaniu z rezystancją strat rzędu kilku omów skutkuje to małą sprawnością anten. Istotnym parametrem decydującym o sprawności jest wysokość zawieszenia anteny. Prowadzone są również eksperymenty z nadawaniem za pomocą magnetycznych anten pętlowych. Ich zaletą jest mniejszy wpływ Ziemi, ale sprawność pogarsza niska impedancja wejściowa. Jako anteny odbiorcze dobrze sprawdzają się wielozwojowe anteny pętlowe lub anteny Beverage.

## Propagacja
Rekord światowy amatorskiej łączności w paśmie 2200 m należy do stacji rosyjskiej UA0LE i wynosi 10 311 km. Najdalszy odbierany sygnał należy do stacji brytyjskiej G3AQC, który odbierał stację nowozelandzką ZL4OL w odległości 19 159 km.

## Podział pasma 136 kHz
| Częstotliwość w kHz | Rodzaje emisji i przeznaczenie                          |
| ------------------- | ------------------------------------------------------- |
| 135,7 – 136,0       | Testy i kanał transatlantycki                           |
| 136,0 – 137,4       | Telegrafia                                              |
| 137,4 – 137,6       | Nietelegraficzne, cyfrowe rodzaje pracy                 |
| 137,6 – 137,8       | Wolnoanalizująca telegrafia (wyśrodkowane na 137,7 kHz) |